# Катя Морозова
Катя Морозова (род. 14 сентября 1987 года, Москва) — российская писательница, литературный критик. Главный редактор издательства и журнала «Носорог». Живет в Венеции. По мнению Эдуарда Лукоянова, в прозе Кати Морозовой «ярко, отчетливо и понятно проступают черты того, что при желании можно назвать "обновленный русский вирд"».

## Биография
Окончила факультет журналистики МГУ (дипломный руководитель Николай Богомолов). Работала литературным критиком журнала «Афиша». Публиковалась в журналах «Зеркало», «Новое литературное обозрение» и др. В 2014 году совместно с Игорем Гулиным основала издательство и журнал «Носорог». Первая книга рассказов «Амальгамма» вышла в 2023 году.

## Отзывы
Поэт и литератрный критик Эдуард Лукоянов о прозе Кати Морозовой:
В современной культурной ситуации, приветствующей апокалиптические мотивы, этот художественный метод ассоциируется прежде всего с самыми субверсивными литературными практиками — от Николая Гоголя до Питера Сотоса. В «Венецианках» вроде бы не происходит ничего фантастического, экстраординарного, и все же центральное чувство этого компактного текста — тревога почти мистического характера, а вернее тревожность от постоянного присутствия щупалец осьминога, то становящегося человеческим эмбрионом, то блюдом на тарелке, то групповым изнасилованием. Перед нами онтологический тру-крайм, в котором нет трупов, но в котором каждый кусок металла — это в потенции орудие для аборта, а каждый цветок — насильник. Само бытие здесь обретает явные преступные черты. «Венецианки» наверняка отпугнут иного читателя своей герметичностью, напоминающей о прозаических опытах, например, Аркадия Драгомощенко или Шамшада Абдуллаева.
Писатель и литературный критик Игорь Гулин:
Первая книга Кати Морозовой — писательницы, критика и создательницы литературного журнала «Носорог». Морозова давно живет в Венеции и очарована этим городом. Ее проза маркирована как принадлежащая воображаемому венецианскому тексту, сходному в своем устройстве с текстом петербургским. Ее заполняют воды и ветра, туман и редкое солнце, призрачные острова, статуи, зеркала, старинные фрески, эксцентричные персонажи, сомнамбулически бродящие в лабиринтах проулков. Таков же здесь настрой: фантасмагоричный, тревожно-меланхолический. На первый взгляд эти тексты родом из модернистской эпохи: немного Набоков, немного Кафка, немного Манн, но этот вроде бы мужской язык используется здесь для того, чтобы раскрыть тонкие, капельку жутковатые оттенки женского опыта. Последний и лучший из текстов «Амальгамы» — дневник наблюдений за собственной беременностью, причудливым образом переплетающийся с переживанием городского пространства. Эта особая телесность и делает прозу Морозовой современной.

## Книги
- Амальгама. СПб.: Jaromír Hladík press, 2023[12].

## Награды и признание
В 2021 году совместно с редакцией журнала «Носорог» удостоена Премии Андрея Белого в номинации «Литературные проекты и критика».